# Aristolochia perangustifolia
Aristolochia perangustifolia är en piprankeväxtart som beskrevs av Phuph.. Aristolochia perangustifolia ingår i släktet piprankor, och familjen piprankeväxter. Inga underarter finns listade i Catalogue of Life.